# Anatolij Isajew
Anatolij Konstantinowicz Isajew, ros. Анатолий Константинович Исаев (ur. 14 lipca 1932 w Moskwie, zm. 10 lipca 2016 tamże) – rosyjski piłkarz, grający na pozycji napastnika, reprezentant ZSRR, olimpijczyk, trener piłkarski.

## Kariera piłkarska

### Kariera klubowa
Wychowanek klubu Zakładu Krasnyj Proletarij Salut Moskwa. W 1952 rozpoczął karierę piłkarską w WWS Moskwa, skąd w następnym roku przeszedł do Spartaka Moskwa. W Spartaku występował prawie przez całość swojej kariery. W 1963 odszedł do Szynnika Jarosław, w którym zakończył karierę piłkarską w 1964.

### Kariera reprezentacyjna
21 sierpnia 1955 zadebiutował w reprezentacji Związku Radzieckiego w spotkaniu towarzyskim z RFN wygranym 2:1. Ponadto występował w olimpijskiej reprezentacji Związku Radzieckiego, w składzie której zdobył złoty medal na igrzyskach olimpijskich w Melbourne 1956.

## Kariera trenerska
Po zakończeniu kariery piłkarskiej rozpoczął pracę szkoleniową. Od 1965 do 1977 pracował na różnych stanowiskach w klubie Spartak Moskwa. Jedynie w 1974 zgodził się na propozycję byłego spartakowca, Nikity Simoniana by pomagać mu trenować Ararat Erywań. Od 1980 do 1988 samodzielnie prowadził kluby Tiekstilszczik Iwanowo i Rotor Wołgograd. Jednocześnie w latach 1976–1989 pracował w sztabie szkoleniowym juniorskiej reprezentacji ZSRR. W 1989 pomagał trenować Szynnik Jarosław, a potem pracował na stanowisku dyrektora klubu Gieołog Tiumeń, a w 1991 zmienił funkcje na asystenta trenera tiumeńskiego klubu. Również od 1990 do 1991 pomagał trenować olimpijskie reprezentacje Iraku i ZSRR. W latach 1992–1993 pracował w sztabie szkoleniowym rosyjskiej młodzieżówki. W międzyczasie do 1994 jako konsultant pomagał prowadzić Rotor Wołgograd. Od 1996 do 1997 pracował na stanowisku asystenta trenera klubu Dinamo-Gazowik, który w tym czasie zmienił nazwę na FK Tiumeń. Pochowany na Cmentarzu Wagańkowskim w Moskwie.

## Sukcesy i odznaczenia

### Sukcesy klubowe
- mistrz ZSRR: 1953, 1956, 1958, 1962
- wicemistrz ZSRR: 1954, 1955
- brązowy medalista mistrzostw ZSRR: 1957
- zdobywca Pucharu ZSRR: 1958
- finalista Pucharu ZSRR: 1957

### Sukcesy reprezentacyjne
- złoty medalista Igrzysk Olimpijskich: 1956

### Sukcesy indywidualne
- wybrany do listy 33 najlepszych piłkarzy ZSRR: Nr 1 (1956), Nr 2 (1957, 1959), Nr 3 (1955)

### Odznaczenia
- tytuł Mistrza Sportu ZSRR:
- tytuł Zasłużonego Mistrza Sportu ZSRR: 1957
- tytuł Zasłużonego Trenera Rosyjskiej FSRR: 1971
- Order „Za zasługi dla Ojczyzny”
- Order Honoru
- Order Przyjaźni